# Ruth Eber
Ruth Eber (1899–1973) war die erste deutsche Tierärztin.
Eber war die Tochter des Leiters des Leipziger Tierseucheninstituts und Professors August Eber. Sie studierte an der Veterinärmedizinischen Fakultät der Universität Leipzig Tiermedizin, legte 1924 das Staatsexamen ab und erhielt als erste Frau die Approbation und damit die Erlaubnis zur Ausübung des Tierarztberufes in Deutschland. Bereits 1915 hatte die Finnin Agnes Sjöberg das Staatsexamen absolviert, allerdings nie eine Approbation in Deutschland erhalten. 1925 promovierte sie unter Ernst Joest mit der Arbeit Beitrag zur Histologie und Histogenese der spontanen Lebertuberkulose des Huhnes. und war damit auch die erste deutsche promovierte Tierärztin. Sie heiratete den späteren Hochschullehrer Georg Pallaske.